# Ad Sluijter
Ad Sluijter (Goes, 29 november 1981) is een Nederlandse gitarist die in onder meer de Nederlandse gothic-metalband Epica speelde. Daarnaast leverde hij gastbijdragen aan bands als Delain. 

## Carrière
In december 2008 verliet Sluijter Epica. De voornaamste reden hiervoor was dat hij het steeds moeilijker vond om het plezier in het musiceren te behouden. Zo ging Epica steeds vaker op tournee, terwijl het schrijven van muziek hetgeen was waaraan hij plezier beleefde. Zijn vertrek bij Epica gaf Sluijter de ruimte om zich meer toe te leggen op de productionele kant van het musiceren. Sluijter produceerde de mixte in 2009 de debuut-cd Secrets van de Spaanse metalband Diabulus in Musica.
Sluiter kondigde in maart 2010 aan samen met Ronald Landa (ex-Delain) een nieuwe band te beginnen genaamd Hangover Hero. Andre Borgman (ex-After Forever) en Mats van der Valk (Autumn, Dejafuse) completeerden de bezetting van de band. De muziek laat zich beschrijven als rechttoe rechtaan rockmuziek.

### Docent
Sluijter is werkzaam als docent wiskunde op het Revius Lyceum in Doorn,  en was werkzaam als wiskunde docent op het Christelijk Lyceum Zeist (CLZ) in Zeist, op X11 in Utrecht en op de Rientjesmavo in Maarssen.

### Hardlopen
Ad Sluijter is een fanatiek hardloper. Zo won hij op 17 december 2016 de Linschotenloop in 1:09.27 en op 17 april 2017 de Halve van de Haar in 1:13.49 (in beide gevallen de halve marathon).

## Discografie

### Epica
- The Phantom Agony
- We Will Take You with Us
- Consign To Oblivion
- The Score - An Epic Journey
- The Road to Paradiso
- The Divine Conspiracy
- The Classical Conspiracy

### Hangover Hero
- Hangover Hero

## Foto's

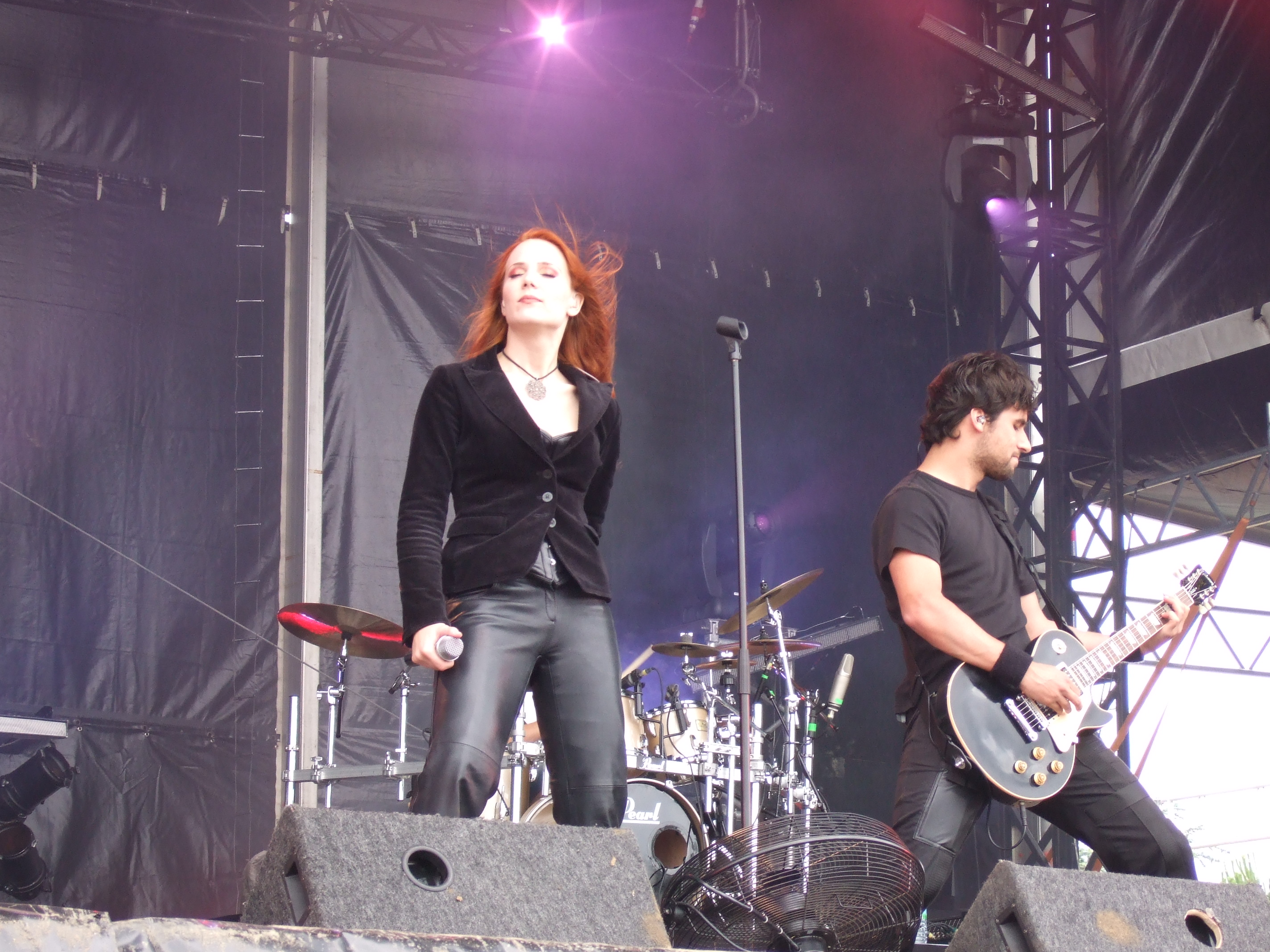
Simone Simons, Ad Sluijter, Hellfest Summer Open Air 2007
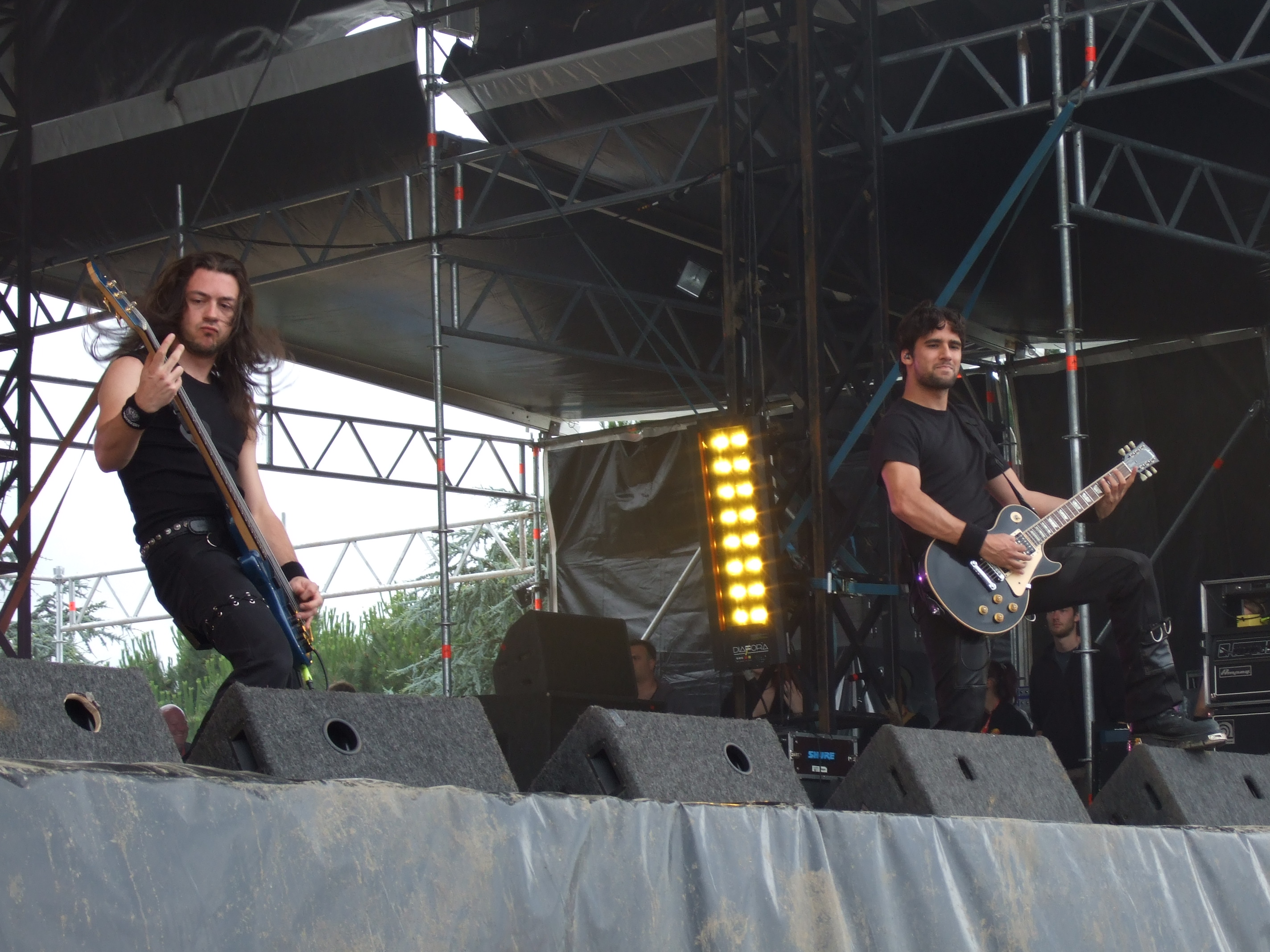
Yves Huts, Ad Sluijter, Hellfest Summer Open Air 2007
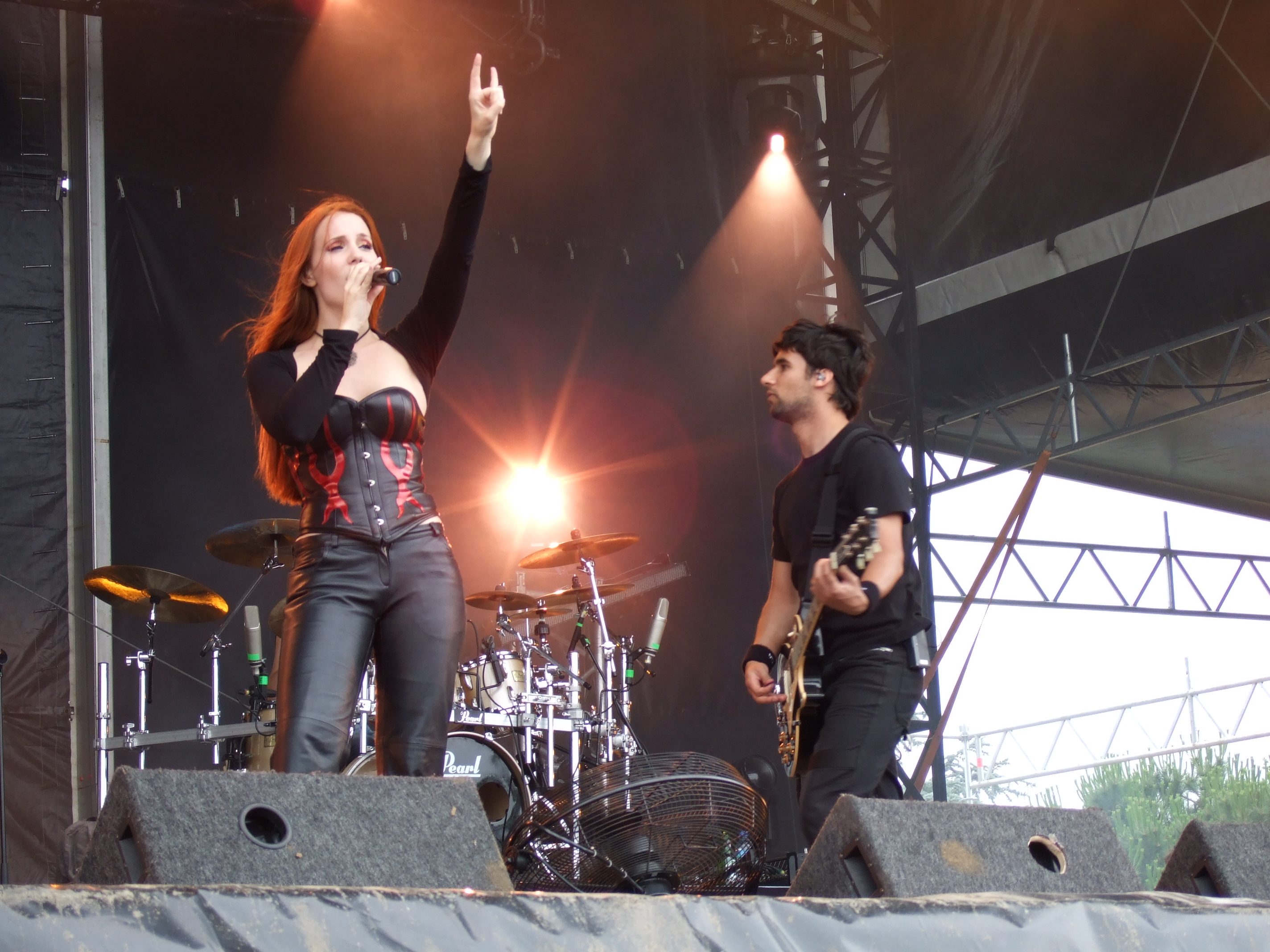
Simone Simons, Ad Sluijter, Hellfest Summer Open Air 2007
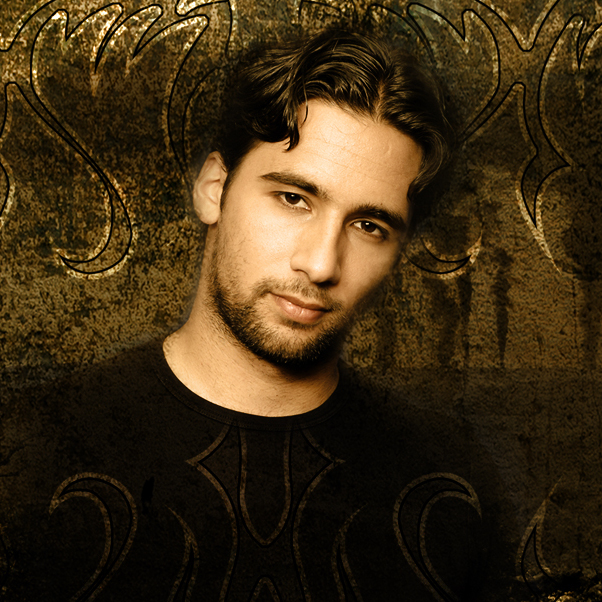
Ad Sluijter